# Jack în cimitir
„Jack în cimitir” este al treizecilea episod al serialului de desene animate Samurai Jack.

## Subiect
Jack ajunge la o răscruce și aruncă un băț a cărui poziție după cădere să-i indice drumul de urmat. Aku, care îl urmărea, face ca bățul să indice spre stânga.
Jack o ia la stânga și ajunge într-un cimitir învăluit de ceață, unde aude tot felul de zgomote ciudate. Aku trezește morții la viață, Jack se luptă cu ei, dar apar mereu alții din pământ. La un moment dat, Muma Zombilor se năpustește spre el cu niște țipete înspăimântătoare, se încolăcește pe sabie și i-o smulge din mâini. Jack încearcă să și-o recupereze, dar deodată din pământ răsare Aku și pune mâna pe sabie.
Aku îl atacă pe Jack cu sabia, Jack, neînarmat, fuge, Aku îi ridică în față un zid, Jack îl escaladează, iar când îl mai atacă și niște zombi, pune mâna pe sabia unuia din ei și începe să-i țină piept lui Aku. Aku se duelează trăgând în același timp și cu lasere din ochi. Jack face rost și de un scut de la un alt zombi, Aku se preschimbă în scorpion, apoi în dragon chinezesc și trage din ochi cu niște raze galbene care unindu-se dau naștere unui fulger. Apoi se preschimbă în călugăriță și îl atacă simultan cu doi clești, Jack îl parează pe unul cu sabia și pe celălalt cu scutul. Aku revine la forma lui obișnuită și varsă flăcări pe gură, Jack parează cu scutul care însă este carbonizat. Jack fuge, iar Aku se transformă într-o materie neagră amorfă în continuă extindere, din care ies tentacule care se lungesc necontenit. Jack se duelează cu ele în fugă, sare să le evite, dar se prăbușește când Aku îi distruge cu laserele din ochi punctul de sprijin. Jack fuge iar, iar Aku se scufundă în pământ și îl urmărește pe dedesubt. Deodată, de sub picioarele lui Jack țâșnesc tentaculele negre imense, care îl aruncă în aer, neputincios, și apoi îl prind.
Ținându-l imobilizat, Aku repede sabia către pieptul lui Jack, Jack își cere iertare tatălui că l-a dezamăgit, dar stupoare: vârful sabiei nu îi penetrează pieptul. Jack depășește primul momentul de surpriză, se răsucește, pune mâna pe sabie și îl lămurește pe Aku că sabia nu are nicio putere în mâna Răului și că nu poate vătăma o ființă inocentă. Cu sabia recuperată, Jack se repede la Aku, îl taie necontenit până când îl despică pur și simplu în două. Aku ia forma unui șoarece și se pierde printre pietrele de mormânt.
Ceața se risipește și încep să se audă păsărele ciripind: e dimineață.